# Rokhaya Pouye
Rokhaya Pouye Ndiaye dite Aya Pouye, née le 10 janvier 1958 en France, est une joueuse et dirigeante sénégalaise de basket-ball.

## Carrière
Elle fait ses débuts à l'AS Bopp Basket Club avec lequel elle remporte plusieurs titres de champion du Sénégal ainsi que la Coupe d'Afrique des clubs champions en 1985. Elle a également évolué en club au Cavigal Nice Sports Basket.
Avec l'équipe du Sénégal de basket-ball féminin qu'elle intègre en 1974 à l'âge de 16 ans, elle est championne d'Afrique en 1974 (où elle est élue MVP), 1977, 1979, 1981 et 1984 et médaillée d'or des Jeux africains en  1978. Elle a aussi participé aux Championnats du monde en  1975 et 1979. Elle conclut sa carrière sportive en 1989.
Présidente de l'AS Bopp, elle est aussi présidente de l’amicale des anciennes internationales de basket du Sénégal, vice-présidente de la Fédération sénégalaise de basket-ball depuis 2005, commissaire de la Fédération internationale de basket-ball  (FIBA) depuis 2010, membre de la commission féminine de la FIBA Afrique jusqu'en 2013.
Elle est élue présidente de la zone II de la FIBA en avril 2013.
Elle est la sœur de Dieynaba Pouye, elle aussi internationale sénégalaise,.